# سرفل لبناني
سرفل لبناني (الاسم العلمي:Chaerophyllum libanoticum) هو نوع من النباتات يتبع جنس السرفل من الفصيلة الخيمية.